# 巴伐利亞的威廉
巴伐利亞的威廉（德語：Wilhelm in Bayern，1752年11月10日—1837年1月8日），巴伐利亞的公爵，普法爾茨-蓋爾恩豪森伯爵約翰的次子。

## 家庭
1780年，威廉與茨魏布呂肯-比肯費爾德的瑪麗亞·安娜結婚，兩人共有1子1女：
1. 瑪麗亞·伊莉莎白（英语：Duchess Maria Elisabeth in Bavaria）（1784年—1849年），法國元帥路易-亞歷山大·貝爾蒂埃的妻子
2. 皮烏斯·奧古斯特（1786年—1837年），巴伐利亞的公爵